# Codi Omi
El Codi Ōmi (近江令, ōmiryō) és una compilació de regles de governs feta l'any 668, per tant, és la primera col·lecció de lleis Ritsuryō al Japó clàssic. Aquestes lleis van ser compilades per Fujiwara no Kamatari sota les ordres de l'Emperador Tenji.
Actualment s'han perdut i nomé se’n té constància per breus referències en documents posteriors (entre els quals la Tōshi Kaden, una història del Fujiwara).
Tampoc apareix al Nihon Shoki.
Ōmi-ryō, consta de 22 volums, Es considera que és la base del Asuka Kiyomihara ritsu-ryō de l'any 689; i precursors del Taihō ritsu-ryō of 701.